# Köber
Köber este o companie producătoare de lacuri și vopsele din Piatra Neamț, înființată în anul 1991 și deținută de familia Kober.
Aurel Kober, fost inginer la Severnav Turnu Severin, s-a lansat în afaceri pe cont propriu în 1991, și a construit de la zero grupul Kober, afacere împărțită de acesta (95% din acțiuni) cu soția sa, Mariana Kober (cu o participație de 5%).
Kober deține trei unități de producție în județul Neamț.
Astfel, compania are o unitate de cercetare și producție specializată în lacuri și vopsele în Turturești, o alta la Săvinești, o capacitate de producție de centrale termice în Vaduri și o unitate de producție de componente electronice în Iași.
Compania deține mai multe mărci, cele mai importante fiind KÖBER, IDEEA!, ZERTIFIKAT, EMALUX, ECOPLAST și produce chituri, grunduri, vopsele lavabile, tencuieli decorative, emailuri, lacuri, diluanți și rășini sintetice.
Printre cei mai importanți furnizori de materii prime ai companiei se numără Bayer și BASF.
La finalul anului 2002, Köber a intrat și pe piața centralelor termice, fiind primul producător autohton pe o piață dominată de importatori, producând marca Motan.
În anul 2008, Köber deținea o cotă de piață de 20-21% din piața de lacuri și vopsele.
Număr de angajați: în 2009: 500
Cifra de afaceri:
- 2010: 35,6 milioane euro[2]
- 2008: 50 milioane euro[4]
- 2007: 42 milioane euro[6]